# 光谱分辨率
光谱仪或任何频率谱测量装置的光谱分辨率，是指其分辨电磁波谱的能力。光谱分辨率与光谱仪的分辨能力密切相关，分辨能力定义为
{\displaystyle R={\lambda  \over \Delta \lambda }},
其中 {\displaystyle \Delta \lambda } 为该装置可区分的最小波长差。例如，太空望遠鏡影像攝譜儀可以在波长为1000纳米时区分出0.17纳米的波长差异，也就是说其分辨率约为5900。一个高分辨率摄谱仪的例子则是欧洲南方天文台的甚大望远镜中的红外階梯光柵，其光谱分辨率可达到100,000。

## 多普勒效应
光谱分辨率也可通过物理量表示，例如速度。若使用速度来描述光谱分辨率，则该分辨率值表征通过多普勒效应可以分辨的最小速度差 {\displaystyle \Delta v}。通过这一方法，易得出 {\displaystyle \Delta v}与分辨率之间的关系是
{\displaystyle R={c \over \Delta v}}
其中 {\displaystyle c} 为光速。在上方太空望遠鏡影像攝譜儀的例子中，该设备就具有51公里/秒的光谱分辨率。

## IUPAC定义
國際純化學和應用化學聯合會将分辨率定义为光学光谱中可以区分的最近两条线的光谱的波数、波长或频率差。分辨能力R则是通过将波数、波长或频率除以分辨率转换得来。

## 拓展阅读
- Kim Quijano, J., et al. (2003), STIS Instrument Handbook, Version 7.0, (Baltimore: STScI)
- Frank L. Pedrotti, S.J. (2007), Introduction to optics, 3rd version, (San Francisco)